# Політичний спектр
Політичний спектр — це система для характеристики та класифікації різних політичних позицій по відношенню один до одного на декількох геометричних осях, що представляють незалежні політичні виміри.
Політичний спектр зазвичай включає ліво-правий вимір, який початково відсилав до розташування місць у французькому парламенті під час Великої французької революції. Комунізм і соціалізм зазвичай розглядаються як ліві, консерватизм і фашизм — як праві ідеології. Лібералізм іноді розташовують зліва (соціал-лібералізм), іноді в центрі, а іноді справа.
Політологи часто відзначають, що одна ліво-права вісь є надто спрощеною та недостатньою для опису існуючих варіацій політичних переконань, і тому часто використовуються додаткові осі. Назви протилежних полюсів у дослідженнях можуть відрізнятися, але популярні двовимірні спектри зазвичай розбиті між економічними питаннями (у ліво-правому вимірі) та соціокультурними питаннями.

## Діаграма Нолана

Шкала Нолана

У зв'язку з тим, що двомірна політична шкала («праві» та «ліві») не дозволяє достатньо коректно відобразити погляди як на роль держави в контролі житті суспільства, так і на роль держави в забезпеченні соціальної рівності, то використовуються також «політичний компас» (відзначає, поряд з віссю «ліві» — «праві», що відображає ставлення до економічних питань, розподіл на лібертарно та авторитарні суспільно-політичні переконання) чотиривимірна шкала, запропонована американським лібертаріанцем Девідом Ноланом в 1969 році.